# Anna Jagellonská
Anna Jagellonská (23. července 1503, Budín – 27. ledna 1547, Praha), také známá jako Anna Česká a Uherská, byla římská, česká a uherská královna a rakouská arcivévodkyně jako manželka Ferdinanda I., pozdějšího císaře Svaté říše římské. Tímto sňatkem přišli na český trůn Habsburkové. V českých zemích byla velmi oblíbená a získala si přezdívku Matka národa.

## Mládí

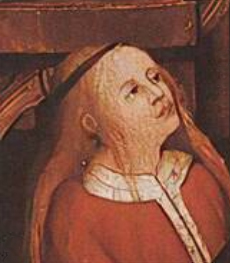
Anna jako malá dívka (asi 1511/1515) detail z obrazu Bernharda Strigela

Byla nejstarším dítětem a jedinou dcerou krále Vladislava II. Jagellonského (1456–1516) a jeho třetí manželky Anny z Foix-Candale. Jejím mladším bratrem byl král Ludvík II. Uherský a Český. Jejími prarodiči z otcovy strany byli král Kazimír IV. Jagellonský (z dynastie Jagellonců) a Alžběta Habsburská, jedna z dědiček Českého království, Lucemburského vévodství a Kujavského vévodství. Z matčiny strany byli jejími prarodiči Gaston de Foix, hrabě z Candale, a Kateřina z Foix, infantka Navarrského království.
Anna se narodila v Budíně (dnes Budapešť). Smrt Vladislava II. dne 13. března 1516 ponechala obě děti v péči císaře Svaté říše římské Maxmiliána I. Bylo dohodnuto, že Anna se provdá za jeho vnuka, arcivévodu Ferdinanda Habsburského, druhého syna kastilské královny Jany Šílené a jejího zesnulého manžela a spoluvládce Filipa I. Sličného. Anna a Marie se nejprve přestěhovaly do Vídně a poté do Innsbrucku. Maxmilián je navštěvoval jen zřídka, ale poslal svého lovčího, aby dívky učil umění lovu. Kladen byl důraz na jejich schopnosti ovládat zbraně a další fyzické dovednosti. Dostalo se jim humanistického vzdělání se zaměřením na schopnost řešení problémů. Byly také vyučovány tanci, hudbě a měly možnost setkat se s mnoha humanisty, kteří navštěvovali císařskou knihovnu. Innsbruck byl zároveň domovem velké zbrojnice a rostoucího zbrojního průmyslu, který budoval císař.

## Sňatek
Římsko-německý král Maximilián I. Habsburský nabídl Vladislavovi sňatek Anny s některým ze svých vnuků, Karlem nebo Ferdinandem Habsburským. Návrh na dynastické spojení našel u krále Vladislava i královny Anny příznivý ohlas. To pomohlo uvolnit v té době již velmi napjaté vztahy mezi budínským královským dvorem a Vladislavem. Po jeho vážném onemocnění se však zdálo, že tento krok sotva půjde prosadit mírovou cestou, neboť „uherská národní strana“ nechtěla připustit, aby se cizinec někdy stal panovníkem v Uhrách. Vladislav začal navzdory odporu uherské šlechty vyjednávat s Habsburky a Maxmilián oficiálně požádal o princezninu ruku v polovině roku 1504.
Za tři roky 1. července 1506 se Anně narodil bratr Ludvík. Král Vladislav měl konečně jediného mužského dědice. Přestože byl chlapec velmi slabý, udržel se při životě. Maxmilián opět začal vyjednávat o sňatku a nabídl Vladislavovi pro jeho syna za manželku svou vnučku Marii Habsburskou, sestru Karla a Ferdinanda Habsburského.
Roku 1507 byli Ludvík i Anna uznáni dědici českého království pod podmínkou, že se naučí česky. O dva roky později se Vladislav II. rozhodl nechat korunovat tříletého Ludvíka králem. Dle kronikářů se mělo jednat o nejméně zdařilou korunovaci jejímž středem bylo malé vystrašené a uplakané dítě, které ještě ani neumělo mluvit. V důsledku čehož měla nakonec rukou krále Vladislava II. svatováclavská koruna skončit i na hlavě šestileté princezny Anny (díky čemuž se jí zmatení přítomní měli poklonit), která se také rozplakala a chtěla korunu pro sebe.

### Sňatky jagellonsko-habsburských sourozenců
Sňatky jagellonsko-habsburských sourozenců a jejich vzájemná nástupnická práva byla dohodnuta roku 1515 ve Vídni císařem Maxmiliánem I. Habsburským, Vladislavem Jagellonským a Zikmundem I. Starým.
V červenci 1515 byla Anna, tehdy dvanáctiletá, slavnostně zasnoubena za jednoho z vnuků Maxmiliána, aniž bylo určeno za kterého. Zastupoval je jejich děd Maxmilián. Anna byla poté odvezena do Innsbrucku, kde se věnovala vzdělání společně se svou švagrovou Marií.
Původně Anna i její bratr Ludvík předpokládali, že manželem Anny se stane prvorozený Karel. Arcivévoda Karel byl však od roku 1516 španělským králem a bylo pro něj politicky výhodnější žádat o nevěstu na lisabonském dvoře. Anna byla velmi zklamaná, neboť se musela spokojit s jeho mladším bratrem Ferdinandem. 
Anna se provdala za Ferdinanda 26. května 1521 v Linci v Rakousku. V té době Ferdinand spravoval dědičné habsburské země jménem svého staršího bratra, císaře Svaté říše římské Karla V. Bylo stanoveno, že Ferdinand by měl nastoupit na trůn po Annině bratru Ludvíkovi, pokud by zemřel bez legitimního mužského dědice.
Trvalo však více než pět let, než Anna otěhotněla. Sama přičítala své těhotenství milosti Boží. V roce 1526 porodila jejich první dítě, dceru Alžbětu.

## Královna česká a uherská
Anna svému manželovi přinesla nárok na českou korunu, pokud její bratr Ludvík zemře. Stalo se tak již za pět let, kdy Ludvík zemřel bez legitimního mužského dědice poté, co byl 29. srpna 1526 po bitvě u Moháče proti Sulejmanovi Nádhernému z Osmanské říše svržen z koně. Tím zůstaly trůny Čech a Uher prázdné. Ferdinand si ihned nárokoval český a uherský trůn jako manžel Ludvíkovy sestry. Tento nárok byl bez výhrad uznán jen ve vedlejších českých zemích – Moravě, Slezsku a Lužici. České stavy odmítaly uznat nároky Ferdinanda a Anny a trvaly na svobodné volbě. Ferdinandova pozice byla ale z uchazečů o český trůn nejsilnější a českým králem byl zvolen 23. října 1526. Královský pár byl slavnostně korunován 24. resp. 25. února 1527 v Praze.
Situace v Uhrách byla složitější, protože Sulejman anektoval velkou část země. Ferdinand byl prohlášen uherským králem skupinou šlechticů, avšak jiná frakce uherské šlechty odmítla uznat cizího panovníka a zvolila protikrálem Jana Zápolského. Konflikt mezi oběma soupeři a jejich nástupci trval až do roku 1570, kdy se Janův syn Jan Zikmund v rámci podmínek Špýrské smlouvy vzdal titulu uherského krále ve prospěch Ferdinandova syna Maxmiliána. V roce 1531 rozhodl Ferdinandův starší bratr Karel V., že Ferdinand bude jeho nástupcem jako císař Svaté říše římské, a Ferdinand byl zvolen římským králem.
Anna byla během pobytu svého manžela v Bruselu jmenována regentkou (Statthalterin). Spolu s biskupem z Terstu předsedala jeho dvorské radě (Hofrat) a jménem svého manžela vedla řadu sněmů. Proslavila se svou štědrostí a moudrostí.

## Manželství Anny a Ferdinanda

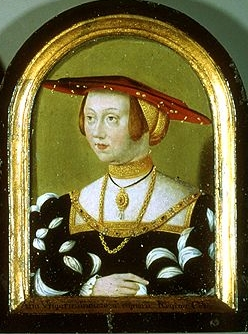
Anna Jagellonská na malbě neznámého autora ze 16. století

Manželství Anny a Ferdinanda bylo velmi šťastné. Manželé žili střídavě v Linci a v Praze a jejich soužití bylo oázou klidu a spokojenosti. Anna svého muže často doprovázela na jeho cestách a snažila se mu pomáhat při jeho vladařských povinnostech. Ferdinand se jí naopak odvděčoval příkladnou starostí o ni a o děti. Byl jí věrný a miloval ji. Oba se zasloužili o vynikající vzdělání svých dětí.
Královna Anna byla zastánkyní humanismu a proslula i skromností při výběru šatů a vlastní zručností při vyšívání. Svou přátelskou povahou a skromností získala v českých zemích sympatie pro Habsburky. Obyvatelé Prahy ji měli velmi rádi také proto, že se zasloužila o opravu svatovítského chrámu po velkém požáru roku 1541. Získala si tak přezdívku Matka národa.
Ferdinand dal na její počest postavit renesanční letohrádek Belvedér, dnes nazývaný letohrádek královny Anny. Stojí v renesančních zahradách Pražského hradu a měl sloužit královně Anně k pořádání jejích oblíbených plesů a k dalším tehdejším kratochvílím urozeného panstva. Stavba byla zahájena roku 1538 italským stavitelem Paolem della Stellou, ale dokončen byl až roku 1564. Anna se jeho dokončení nedožila. Za panování Rudolfa II. byl Belveder používán jako hvězdářská pozorovatelna císařského astronoma Tycha Braha (1546–1601).

## Úmrtí Anny
Anna zemřela po pětadvaceti letech šťastného manželství dne 27. ledna 1547 po porodu svého patnáctého dítěte, dcery Johany. Pro Ferdinanda se jednalo o zlomový okamžik v jeho životě, neboť Anna mu byla milovanou manželkou, přítelkyní i rádkyní. Velmi truchlil a podle dobových zpráv si již nikdy nenechal oholit vousy. Přežil jí o sedmnáct let. Na smrtelné posteli držel v rukou obrázek Anny, aby ji na onom světě poznal, až se s ní setká.
Anna Jagellonská je pohřbená vedle Ferdinanda I. a syna Maxmiliána II. ve svatovítském chrámu na Pražském hradě. Leží pod nádherným mauzoleem, které na žádost syna Maxmiliána postavil nizozemský sochař Alexander Colin. Její vnuk Rudolf II. dal později na mramorovém mauzoleu zhotovit podoby Ferdinanda a Anny v životní velikosti.

## Potomci
Svému manželovi Ferdinandovi I. po svatbě roku 1521 v Linci porodila 15 dětí, z nichž se dospělosti dožilo deset dcer a tři synové (10. a 13. dítě – Jan a Uršula zemřeli velmi mladí).
1. Alžběta (9. července 1526 – 15. června 1545), ⚭ 1543 Zikmund II. August (1. srpna 1520 – 7. července 1572), polský král, litevský velkokníže
2. Maxmilián II. (31. července 1527 – 12. října 1576), císař Svaté říše římské, český a uherský král, ⚭ 1548 Marie Španělská (21. června 1528 – 26. února 1603), dcera císaře Karla V.
3. Anna (7. července 1528 – 17. října 1590), ⚭ 1546 Albrecht V. (29. února 1528 – 24. října 1579), vévoda bavorský
4. Ferdinand II. (1529–1595), hrabě tyrolský, místodržitel v českých zemích (1547–1567),
⚭ 1557 Filipína Welserová (1527–1580), morganatické manželství
⚭ 1582 Anna Kateřina Gonzagová (17. ledna 1566 – 3. srpna 1621)
5. Marie (15. května 1531 – 11. prosince 1581), ⚭ 1546 vévoda Vilém z Jülich-Cleves-Bergu (28. července 1516 – 5. ledna 1592)
6. Magdalena (14. srpna 1532 – 10. prosince 1590), zakladatelka (1563) a 1. matka představená ústavu šlechtičen v tyrolském Hallu
7. Kateřina (15. září 1533 – 28. února 1572),
⚭ 1549 František III. Gonzaga (10. března 1533 – 22. února 1550), vévoda z Mantovy a markýz z Montferratu
⚭ 1553 Zikmund II. August (vdovec po její starší sestře Alžbětě)
8. Eleonora (2. listopadu 1534 – 5. srpna 1594), ⚭ 1561 Vilém I. Gonzaga (24. dubna 1538 – 14. srpna 1587), vévoda z Mantovy a Montferratu
9. Markéta (16. února 1536 – 12. března 1566), jeptiška v Hallu
10. Jan (10. dubna 1538 – 20. března 1539)
11. Barbora (30. dubna 1539 – 19. září 1572), ⚭ 1565 Alfons II. d'Este (24. listopadu 1533 – 27. října 1597), vévoda ferrarský a modenský
12. Karel II. (3. června 1540 – 10. července 1590), štýrský arcivévoda, vládce v tzv. Vnitřních Rakousích, ⚭ 1571 Marie Anna Bavorská (23. března 1551 – 29. dubna 1608)
13. Uršula (24. července 1541 – 30. dubna 1543)
14. Helena (7. ledna 1543 – 5. března 1574), jeptiška v Hallu
15. Johana (24. ledna 1547 – 11. dubna 1578), ⚭ 1565 František I. de´Medici (25. března 1541 – 19. října 1587), velkovévoda toskánský

## Vývod z předků
|                  |                           |  |                          |                       |  |  |  |  |  |  |  | Algirdas |
|                  |                           |  |                          |                       |  |  |  |  |  |  |  |          |
|                  | Vladislav II. Jagello     |  |                          |                       |  |  |  |  |  |  |  |          |
|                  |                           |  |                          |                       |  |  |  |  |  |  |  |          |
|                  |                           |  |                          | Juliana Tverská       |  |  |  |  |  |  |  |          |
|                  |                           |  |                          |                       |  |  |  |  |  |  |  |          |
|                  | Kazimír IV. Jagellonský   |  |                          |                       |  |  |  |  |  |  |  |          |
|                  |                           |  |                          |                       |  |  |  |  |  |  |  |          |
|                  |                           |  |                          | Ondřej Holšanský      |  |  |  |  |  |  |  |          |
|                  |                           |  |                          |                       |  |  |  |  |  |  |  |          |
|                  | Sofie Litevská            |  |                          |                       |  |  |  |  |  |  |  |          |
|                  |                           |  |                          |                       |  |  |  |  |  |  |  |          |
|                  |                           |  |                          | Alexandra Drucká      |  |  |  |  |  |  |  |          |
|                  |                           |  |                          |                       |  |  |  |  |  |  |  |          |
|                  | Vladislav II. Jagellonský |  |                          |                       |  |  |  |  |  |  |  |          |
|                  |                           |  |                          |                       |  |  |  |  |  |  |  |          |
|                  |                           |  |                          | Albrecht IV. Rakouský |  |  |  |  |  |  |  |          |
|                  |                           |  |                          |                       |  |  |  |  |  |  |  |          |
|                  | Albrecht II. Habsburský   |  |                          |                       |  |  |  |  |  |  |  |          |
|                  |                           |  |                          |                       |  |  |  |  |  |  |  |          |
|                  |                           |  |                          | Johana Žofie Bavorská |  |  |  |  |  |  |  |          |
|                  |                           |  |                          |                       |  |  |  |  |  |  |  |          |
|                  | Alžběta Habsburská        |  |                          |                       |  |  |  |  |  |  |  |          |
|                  |                           |  |                          |                       |  |  |  |  |  |  |  |          |
|                  |                           |  |                          | Zikmund Lucemburský   |  |  |  |  |  |  |  |          |
|                  |                           |  |                          |                       |  |  |  |  |  |  |  |          |
|                  | Alžběta Lucemburská       |  |                          |                       |  |  |  |  |  |  |  |          |
|                  |                           |  |                          |                       |  |  |  |  |  |  |  |          |
|                  |                           |  |                          | Barbora Celjská       |  |  |  |  |  |  |  |          |
|                  |                           |  |                          |                       |  |  |  |  |  |  |  |          |
| Anna Jagellonská |                           |  |                          |                       |  |  |  |  |  |  |  |          |
|                  |                           |  |                          |                       |  |  |  |  |  |  |  |          |
|                  |                           |  | Gaston I. z Foix-Grailly |                       |  |  |  |  |  |  |  |          |
|                  |                           |  |                          |                       |  |  |  |  |  |  |  |          |
|                  | Jan I. z Foix             |  |                          |                       |  |  |  |  |  |  |  |          |
|                  |                           |  |                          |                       |  |  |  |  |  |  |  |          |
|                  |                           |  |                          | Markéta z Albretu     |  |  |  |  |  |  |  |          |
|                  |                           |  |                          |                       |  |  |  |  |  |  |  |          |
|                  | Gaston II. z Foix-Candale |  |                          |                       |  |  |  |  |  |  |  |          |
|                  |                           |  |                          |                       |  |  |  |  |  |  |  |          |
|                  |                           |  |                          | Tomáš Kerdeston       |  |  |  |  |  |  |  |          |
|                  |                           |  |                          |                       |  |  |  |  |  |  |  |          |
|                  | Markéta de la Pole        |  |                          |                       |  |  |  |  |  |  |  |          |
|                  |                           |  |                          |                       |  |  |  |  |  |  |  |          |
|                  |                           |  |                          | Alžběta de la Pole    |  |  |  |  |  |  |  |          |
|                  |                           |  |                          |                       |  |  |  |  |  |  |  |          |
|                  | Anna z Foix a Candale     |  |                          |                       |  |  |  |  |  |  |  |          |
|                  |                           |  |                          |                       |  |  |  |  |  |  |  |          |
|                  |                           |  |                          | Jan I. z Foix         |  |  |  |  |  |  |  |          |
|                  |                           |  |                          |                       |  |  |  |  |  |  |  |          |
|                  | Gaston IV. z Foix         |  |                          |                       |  |  |  |  |  |  |  |          |
|                  |                           |  |                          |                       |  |  |  |  |  |  |  |          |
|                  |                           |  |                          | Jana z Albretu        |  |  |  |  |  |  |  |          |
|                  |                           |  |                          |                       |  |  |  |  |  |  |  |          |
|                  | Kateřina z Foix           |  |                          |                       |  |  |  |  |  |  |  |          |
|                  |                           |  |                          |                       |  |  |  |  |  |  |  |          |
|                  |                           |  |                          | Jan II. Aragonský     |  |  |  |  |  |  |  |          |
|                  |                           |  |                          |                       |  |  |  |  |  |  |  |          |
|                  | Eleonora Navarrská        |  |                          |                       |  |  |  |  |  |  |  |          |
|                  |                           |  |                          |                       |  |  |  |  |  |  |  |          |
|                  |                           |  |                          | Blanka Navarrská      |  |  |  |  |  |  |  |          |
|                  |                           |  |                          |                       |  |  |  |  |  |  |  |          |